# 中華民國—伊拉克關係
中華民國與伊拉克王國於1942—1958年有官方外交關係，斷交後，目前沒有與現今的伊拉克共和國互設具大使館功能的代表機構。對伊拉克的相關事務由駐約旦臺北經濟文化辦事處兼轄。

## 政治

### 外交

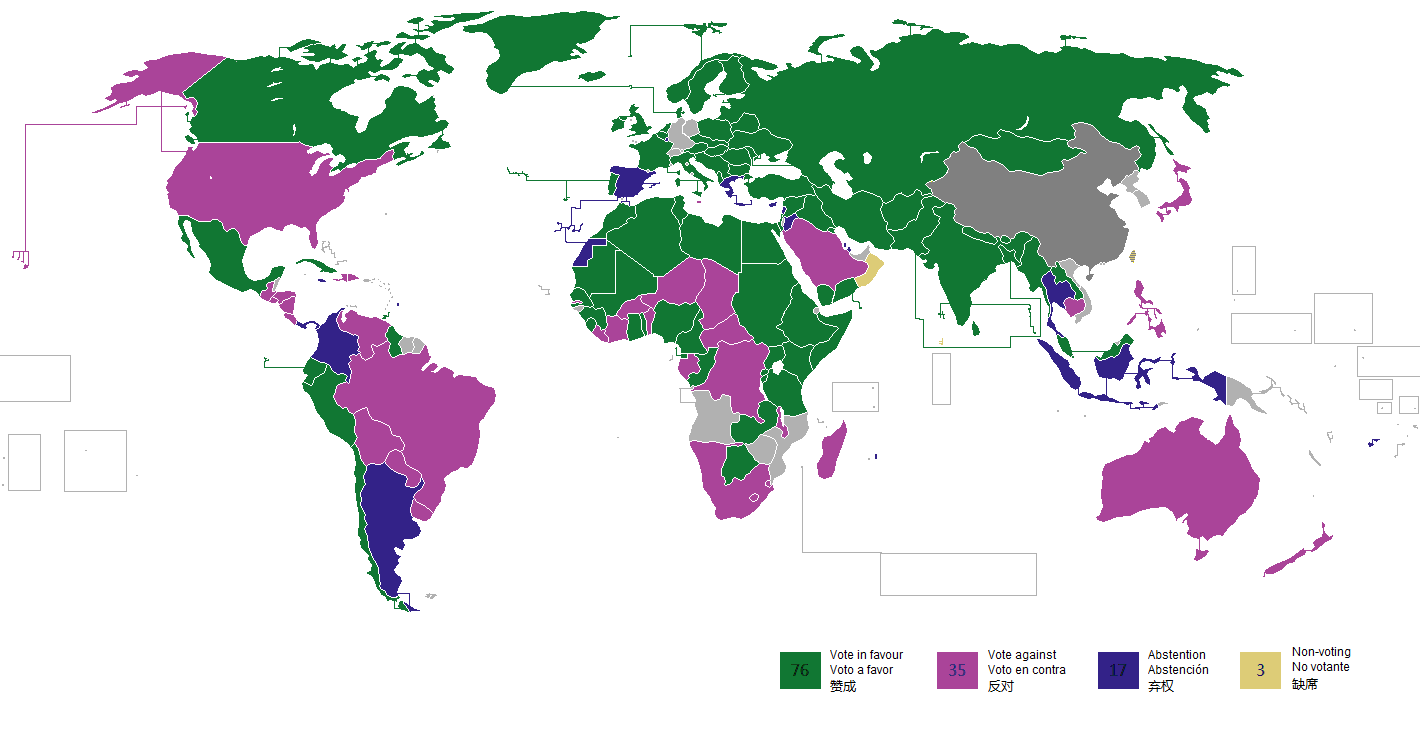
綠色國家表示在1971年的投票中反對中華民國續留聯合國，即《聯合國大會2758號決議》，其中包括伊拉克。

1942年3月16日，兩國簽署《中華民國伊拉克王國友好條約》，建立公使級外交關係。
1943年，中华民国开始派驻伊拉克公使，由驻伊朗公使兼任，但1946年後未再派駐公使，改為臨時代办。
1949年，中華民國政府遷台後，兩國繼續維持邦交。
1950年，於首都巴格達設立中華民國駐伊拉克王國公使館。
1956年3月14日，升格為大使級外交關係，互設中華民國駐伊拉克王國大使馆、伊拉克王國駐中華民國大使館，並互派大使（伊拉克於1957年10月始有大使到任）。
1957年8月14日，簽署《中華民國與伊拉克王國間文化專約》。
1957年11月，伊拉克王储阿布杜勒·伊拉访问中華民國。
1958年5月14日，伊拉克與约旦協議成立阿拉伯联邦。5月22日，改為中華民國駐阿拉伯聯邦大使館。
1958年7月14日，伊拉克发生政变，阿拉伯复兴社会党推翻哈希姆王朝后，新的伊拉克政府承认中华人民共和国。7月18日，与中华民国断交。
1971年10月25日，第26屆聯合國大會就伊拉克等23國所提出的「恢復中華人民共和國在聯合國的合法權利」議案進行表決。最終以76票贊成、35票反對、17票棄權的結果通過。根據《聯合國憲章》和聯合國大會議事規則，提案通過即成為正式決議，是為《聯合國大會2758號決議》。中華民國、馬爾地夫、阿曼等3國未投票。代表中國正統的中華民國政府，以外交部長周書楷為代表，在表決之前數小時，於大會上主動宣布退出聯合國。日後，中華民國政府將此決議稱為「排我納匪案」。
2004年8月8日，伊拉克庫德地區政府總理巴爾扎尼應邀訪台。

## 經濟

### 貿易
| 年分 | 貿易總額      | 貿易總額 | 貿易總額 | 出口至伊拉克 | 出口至伊拉克 | 出口至伊拉克 | 自伊拉克進口  | 自伊拉克進口 | 自伊拉克進口 | 順逆差 |
| 年分 | 金額          | 年增減   | 排名     | 金額         | 年增減       | 排名         | 金額          | 年增減       | 排名         | 順逆差 |
| ---- | ------------- | -------- | -------- | ------------ | ------------ | ------------ | ------------- | ------------ | ------------ | ------ |
| 2017 | 1,232,908,681 | ▲23.2%   | 38       | 45,243,138   | ▲21.0%       | 87           | 1,187,665,543 | ▲23.2%       | 30           | 逆差▲  |
| 2018 | 1,833,259,387 | ▲48.7%   | 31       | 50,442,051   | ▲11.5%       | 87           | 1,782,817,336 | ▲50.1%       | 26           | 逆差▲  |
| 2019 | 1,568,495,423 | ▼14.4%   | 32       | 56,525,348   | ▲12.1%       | 83           | 1,511,970,075 | ▼15.2%       | 27           | 逆差▼  |
| 2020 | 844,953,317   | ▼46.1%   | 43       | 58,810,544   | ▲4.0%        | 78           | 786,142,773   | ▼48.0%       | 34           | 逆差▼  |
| 2021 | 1,246,500,189 | ▲47.5%   | 43       | 169,007,574  | ▲187.4%      | 59           | 1,077,492,615 | ▲37.1%       | 32           | 逆差▲  |
| 2022 | 1,472,595,267 | ▲18.1%   | 44       | 455,475,532  | ▲169.5%      | 45           | 1,017,119,735 | ▼5.6%        | 37           | 逆差▼  |
| 2023 | 792,525,325   | ▼46.2%   | 46       | 152,328,366  | ▼66.56%      | 63           | 640,196,959   | ▼37.1%       | 41           | 逆差▼  |
| 2024 | 515,248,902   | ▼35.0%   | 52       | 102,977,670  | ▼32.4%       | 66           | 412,271,232   | ▼35.6%       | 45           | 逆差▼  |

2023年的兩國貿易項目如下：
出口至伊拉克的前10大項目為：石油與提自瀝青礦物之油類（原油除外）、以石油或瀝青質礦物為基本成份之未列名製品、廢油；機動車輛所用之零件與附件；脚踏车或機動車輛用之電氣照明或信號設備；機器腳踏車與腳踏車裝有輔助動力者、邊車；空氣調節器；鋼鐵製螺釘、螺栓、螺帽、螺旋鈎、車用螺釘、鉚釘、橫梢、開口梢、墊圈與類似製品；新橡膠氣胎；其他塑料製品與特定材料制成品；橡膠或塑膠加工機或以此類原料製造產品之機械；往復式或旋轉式火花點火內燃活塞引擎等。
自伊拉克進口的項目為：石油原油與自瀝青質礦物提出之原油；石油與提自瀝青礦物之油類（原油除外）、以石油或瀝青質礦物為基本成份之未列名製品、廢油；特殊物品，含進口未超過5萬新臺幣之小額報單與其他零星物品等。

### 投資
根據中華民國經濟部投資審議司統計，截至2023年6月，伊拉克對臺灣總投資金額約72萬7,000美元，計有11件。主要投資項目為資訊與通訊傳播、批發與零售；臺商在伊拉克則無投資記錄。

### 會展
2009年，中華民國對外貿易發展協會（外貿協會）籌組16家包括建材、手工具、機械、零組件、汽車零配件及家用品等產業的參展團，於10月12－15日前往伊拉克庫德族自治區的首府艾比爾參加「2009年伊拉克艾比爾國際商展」，這是中華民國首次進入伊拉克參展的紀錄。
2012年底，經濟部國際貿易局（國貿局）委託外貿協會發起「伊拉克貿易尖兵計畫」。成功邀請伊拉克大型國營紡織事業Hilla Textile公司前來採購不織布機械；伊拉克庫德族自治區總商會與進出口工會也在8月21－31日派員前來訪問。
2013年，國貿局委託外貿協會籌組「2013年中東貿易訪問團」於11月1－4日首度前往伊拉克拓銷。該團34家廠商近50位團員，於伊拉克庫德族自治區首府艾比爾舉行貿易洽談會。最受買主歡迎的產品包括汽車零配件、整廠設備、太陽能仿古油燈、五金建材、醫療器材、陶瓷藝品及膠帶等。

### 事件
2019年9月，外貿協會舉辦「中東市場貿易暨投資布局團」，在伊拉克首都巴格達、艾比爾等地爭取商機，但在巴格達遭取消簽證並要求在24小時內離境。團員指出，是中國向伊拉克施壓，禁止台灣在當地從事任何商務行為。但也表示，旅行社辦的是觀光簽證，並非商務簽證，可能也是原因之一。

## 交流

### 援助
1991年3月，伊拉克爆發內戰後，其國內上百萬庫德族難民湧入伊朗及土耳其，中華民國政府提供1,000萬美元援助庫德族難民，其中，有120萬美元捐贈予伊拉克紅新月會。
2003年3月，「美伊戰爭」爆發，4月，中華民國外交部與19個民間團體發起「台灣之愛—聯合援助伊拉克勸募活動」，5月結束時共募得6個集装箱的各類物資以及約3,200萬新臺幣的捐款。

### 司法
2019年4月30日，1名伊拉克籍台灣女婿涉嫌殺害岳父、岳母後，帶著1歲兒子前往日本東京並轉機前往阿拉伯聯合大公國杜拜，之後聲稱已在伊拉克巴格達。雖然檢察官以殺人罪發布通緝令，時效到2056年10月30日止，但中華民國與日本、伊拉克均無外交關係，且未簽署《司法互助協定》，若要遣返或協助通緝等偵查動作，恐有實務上的困難。8月，內政部警政署刑事警察局透過外交部、國際刑警組織、台商等多方管道請求協助，最後由庫德族自治區的1名准將取得聯繫回應，在提供相關殺人資料後，向當地法院提出殺人罪申請，並獲得法院核發逮捕令。後來嫌犯被當地警察逮捕，兒子由親屬帶回摩苏尔，其後親屬願意將小孩交付給台灣的母親。

## 簽證

持中華民國護照的中華民國國民簽證要求分布圖：入境伊拉克需要簽證。

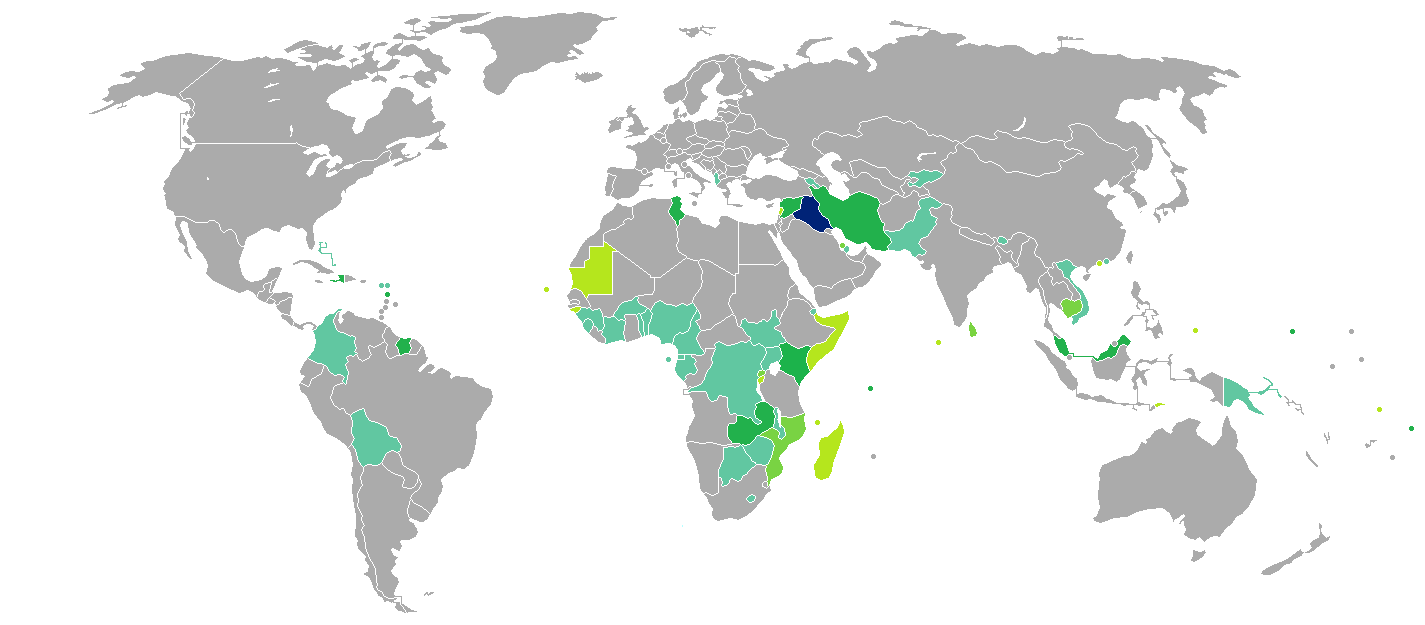
持伊拉克護照的伊拉克人口簽證要求分布圖：入境中華民國需要簽證。

兩國國民皆須申請簽證方可入境對方國家。因伊拉克政局不穩、暴力事件頻傳，以及以色列與周邊地區緊張情勢升高，中華民國外交部呼籲勿前往。由伊拉克庫德族自治政府所核發簽證，僅可前往自治政府轄區，並不具前往伊拉克政府管轄地區之效力，但由駐外大使館核發的伊拉克簽證，一般能通行伊拉克全境。
持有伊拉克護照的伊拉克國民抵台參加由中央政府機關主辦、協辦或贊助之國際會議、運動賽事、商展或其他活動，可以電子簽證入境中華民國，停留最多30天並不得延期。

## 交通

### 航空

#### 客運
兩國無直航班機，可經由（不計航點遠近，截至2023年6月15日）：
- 臺北→廣州、吉隆坡、德里[註 2]、杜拜、伊斯坦堡、慕尼黑、法蘭克福、阿姆斯特丹、維也納，再轉機前往伊拉克的國際機場（英语：List of airports in Iraq）。
- 臺中→廣州→伊拉克。
- 高雄→廣州、吉隆坡→伊拉克。

## 外部連結
- 中華民國外交部－伊拉克共和國簡介 （页面存档备份，存于）
- 駐約旦臺北經濟文化辦事處
- 外交部領事事務局－國外旅遊警示分級表
- 中華民國衛生福利部－國際旅遊疫情建議等級
- 中華民國國際經濟合作協會 （页面存档备份，存于）